# Левон Хампарцумян
Левон Карекин Хампарцумян е български банкер.
От 2001 г. до май 2019 г. е главен изпълнителен директор и председател на Управителния съвет на „УниКредит Булбанк“, председател на Асоциацията на банките в България (АББ) и член на УС на БОРИКА.

## Биография
Роден е на 26 декември 1953 г. в София в арменско семейство. Дипломира се като инженер-химик в Химико-технологическия институт в София. И двамата му родители са химици, а дядо му е имал парфюмерийна фабрика. През социалистическите години работи в „Кремиковци“ АД и в Централния институт по изчислителна техника. Има 6 патента в сферата на производствените технологии. Той, заедно с негови колеги, адаптира западните технологии към нуждите на тогавашното производство в страната. Докато е в института прави много технически преводи от английски на български и обратно.
Левон Хампарцумян е от пионерите в консултантско-одиторския бранш в България. През 1992 г. с Мартин Заимов създават „Българска одиторска компания“ – консултантска фирма, асоциирана в интернационалната мрежа на Coopers&Lybrand. След две години продават компанията си на Coopers&Lybrand. В средата на 1990-те години оглавява департамент „Бизнес развитие“ на компанията Pricewaterhouse-Coopers, а после се премества в българския офис на Ernst&Young. Прекарва 5 години в Канада, работейки като консултант по проекти с Русия.

## Кариера
През 1997 г. е избран за почетен консул на Канада в София, като заема позицията и по-късно, с изключение на периодите, през които е на длъжности в държавната администрация. В кабинета на Иван Костов е заместник-министър на икономиката, а от 2000 г. – и изпълнителен директор на Агенцията за приватизация.
През 2001 г. става главен изпълнителен директор и председател на Управителния съвет на „УниКредит Булбанк“. Той е и заместник-председател на Управителния съвет на БОРИКА и председател на Управителния съвет на Асоциацията на банките в България.
Понастоящем е и член на Управителния съвет на Института за пазарна икономика, председател на Настоятелството на СУ „Св. Климент Охридски“, член на Настоятелството на Висшето училище по застраховане и финанси и член на Настоятелството на City University of Seattle в България.
Неотдавна става заместник-председател на Управителния съвет на Конфедерацията на работодателите и индустриалците в България (КРИБ).

## Награди
През 2007 г. фондация „Атанас Буров“ му присъжда наградата „Буров“ за банково управление. Хампарцумян е обявяван 2 пъти за „банкер на годината“ – от списание Finance Central Europe през 2005 г. и от вестник „Банкеръ“ през 2007 г. През 2006 г. списание „Мениджър“ му връчва приза „мениджър на годината“.
Банкерът е носител на Ордена на звездата на италианската солидарност (Ordine della Stella della Solidarietà Italiana) и получава титлата „комендаторе“ от президента на Република Италия Джорджо Наполитано през 2008 г. През 2012 г. получава наградата „Мениджър на годината“. През 2014 г. е отличен от Принца и Велик магистър на Суверенния орден на Малта фра Матю Фестинг с кавалерски орден за заслуги с ранг Велик офицер (Grand Officer pro Merito Melitensi).

## Личен живот
Корените на рода на Хампарцумян са от Истанбул. Дядо му се установява в България и има фабрики за масло край Карлово. Леля му избягва през 1947 г., след национализацията, в Бейрут. Оттам отива в Канада. Левон Хампарцумян има брат, мениджър в компания за компютърни мрежи. Женен е 3 пъти, като настоящата му съпруга носи името Мариана и с нея се запознават, докато работят заедно. Банкерът има дъщеря Румяна от първия си брак.
Хампарцумян има множество хобита. Основното от тях е фотографията, с която се занимава активно от години. Определя себе си като напреднал любител-фотограф. Други любими занимания са да пътува, хубавите компютърни системи, кулинарията и книгите. Харесва автори като Фредерик Форсайт, Греъм Грийн, Съмърсет Моъм.